# Прапор Самбора
Прапор Самбора  —  хоругва, офіційний символ міста Самбора та Самбірської міської громади. Прапор Самбора був прийнятий на сесії міської ради від 17 квітня 2003 року, а рішенням від 20 листопада 2007 року внесено в нього зміни, вилучили стрілу з прапора, аргументуючи це нібито вона має «антиукраїнський» характер. 
Автором проекту прапора є український історик Андрій Ґречило.

## З історії прапора

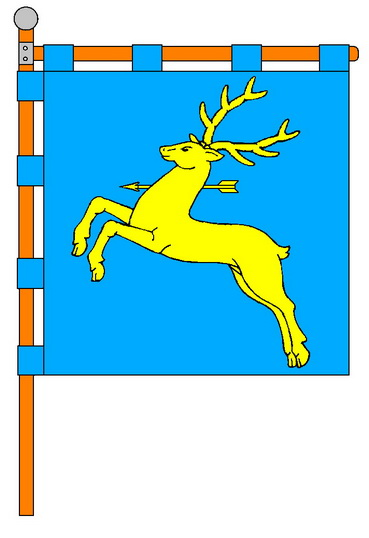
Прапор 2003 року

У державній збірці трофеїв військового музею у Стокгольмі Андрію Гречилу вдалося виявити прапор самбірських райців XVII ст., захоплений шедами як військовий трофей. На ньому було зображення сюжету з герба міста: біжить олень зі стрілою в шиї.
Депутати Самбірської міської ради ухвалили рішення № 20 від 17 квітня 2003 року, яке відновлює історичний символ (оленя зі стрілою в шиї) на прапорі міста. Однак в листопаді 2007 року стрілу видалили з прапора.

## Опис
Прапор являє собою квадратне полотнище синього кольору, у центрі прапора зображений повернутий до древка жовтий олень в стрибку зі стрілою в шиї.

## Стандартизація кольору
| Схема   | Синій          | Жовтий        |
| ------- | -------------- | ------------- |
| RGB     | 0, 131, 205    | 255, 222, 0   |
| CMYK    | 100, 36, 0, 20 | 0, 13, 100, 0 |
| HEX     | 0083cd         | ffde00        |
| Websafe | 0099cc         | ffcc00        |

## Використання прапора
Прапор може підійматися:
1. на будинку,де проходить сесія міської ради,у сесійному залі на весь період сесії,або постійно;
2. на будинках органів міської ради в дні державних і місцевих свят;
3. при виїзді місцевих делегацій чи спортивних команд в інші міста України;